# Ioror
Ioror (Aegithinidae) är en liten asiatisk familj av ordningen tättingar.

## Kännetecken och utbredning
Iororna förekommer i södra Asien och Sydostasien från Pakistan till Bali och Palawan. De är gula och svarta fåglar som hittas i trädgårdar och skogar. Kännetecknande är de tunna och vassa näbbarna varmed de söker efter insekter och andra ryggradslösa djur bland grenar och lövverk.

## Släktskap
Iororna har ansetts stå nära både timalior och flugsnappare. DNA-studier visar dock att de är snarare avlägset släkt med kråkfåglar. De står allra närmast den afrikanska familjen busktörnskator och den udda sydostasiatiska arten borstskrika, på lite längre avstånd den helafrikanska familjen flikögon och mestadels afrikanska vangorna.

## Arter i släktet
Familjen består av fyra arter i släktet Aegithina: 
- Parkiora (A. tiphia)
- Vitstjärtad iora (A. nigrolutea)
- Grön iora (A. viridissima)
- Större iora (A. lafresnayi)